# 淨冠方
淨冠方 （英語：Jing Guan Fang）是2020年由臺北市立聯合醫院林森中醫昆明院區開發，用於預防感染、減輕新型冠狀病毒症狀的中醫師處方用藥，可作為接種疫苗後的輔助及減毒防護。

## 處方依據及方解
淨冠方是由陽明交大傳統醫藥研究所教授、臺北市立聯合醫院林森中醫昆明院區院長許中華依SARS（嚴重急性呼吸道症候群）抗疫經驗、臨床心得與中醫理論所開立的藥方。
以葉天士在《溫熱論》提出的「衛氣營血辨證」為理論基礎，以連翹為君藥，清熱解毒、淨化咽喉；以柴胡、黃芩為臣藥，解肌表、清上焦熱；以厚朴為佐藥，滌淨腸胃；以藿香為使藥，淨化厲氣。淨冠方目的在於「弱化」、「減毒」、「淨化」，用於患病初期或高風險接觸之預防，阻絕病程發展於「衛分」、「氣分」，亦即針對輕症或無症狀之感染者。

## 臨床發展與應用
2020年3月，臺北市立聯合醫院中藥小組會議通過新增「淨冠方」品項，正式成為聯合醫院院內製劑（為中醫師處方用藥）。
2020年1月21日，第一起境外移入之COVID-19確診案例發生，之後陸續發發生多起感染事件。因此淨冠方於2020年3至6月開始提供給台北市5家公立醫院的第一線醫護或其他工作同仁提供自願使用。此臨床試驗共有396名受試者回饋問卷調查，受試者出現喉嚨痛、咳嗽、頭痛等類似感染新冠肺炎的症狀，在服用淨冠方7天之後，91.2%的受試者喉嚨痛症狀有所改善，並且第一線的醫護同仁有超過86%的滿意度，願意做為防疫使用。
2021年5月15日，臺北都會區（臺北市、新北市）提升疫情警戒至第三級，疫情熱區為萬華區。淨冠方運用於相關防疫需要，包含：第一線醫護或高風險工作同仁；在昆明院區（位處萬華）每天到院服用美沙冬的患者；已確診、居家隔離及匡列且自願服用淨冠方的患者。
2022年4月開始，每日COVID-19確診案例快速上升，4月28日單日新增案例超過1萬例、採檢陽性率也超過10%。臺北市立聯合醫院開始辦理中醫視訊診療，同時於5月初開立淨冠方自費門診，若一般民眾有需求，可來院掛號、經醫師評估後開立、自費購買使用。

## 藥理作用機制研究
陽明交大傳統醫藥研究所教授傅淑玲、副教授林東毅、藥理所副教授兵岳忻等人組成研究團隊，探究淨冠方的作用機制。研究團隊在動物實驗中發現淨冠方能降低宿主細胞中ACE2和TMPRSS2這兩種使新冠病毒進入細胞造成感染的受體蛋白表現量，阻斷病毒與細胞的接觸機會，進而降低感染機率。在口服或者蒸熏淨冠方的小鼠實驗中，小鼠肺臟中也會降低ACE2和TMPRSS2的蛋白質表現量。其研究成果發表於SCI藥學領域期刊《Frontiers in Pharmacology》 。

## 媒體報導
台北市聯合醫院林中昆院區院長許中華於2022年4月12日在記者會上，說明其臨床心得與中醫理論，主要將淨冠方作為接種疫苗後的輔助及減毒防護。